# Domènec Terradellas
Domingo Miguel Bernabé Terradellas, katalánsky Domènec Terradellas, v Itálii znám jako Domenico Terradeglias (pokřtěn 13. února 1711 Barcelona – 20. května 1751 Řím) byl španělský hudební skladatel žijící a tvořící v Itálii.

## Život

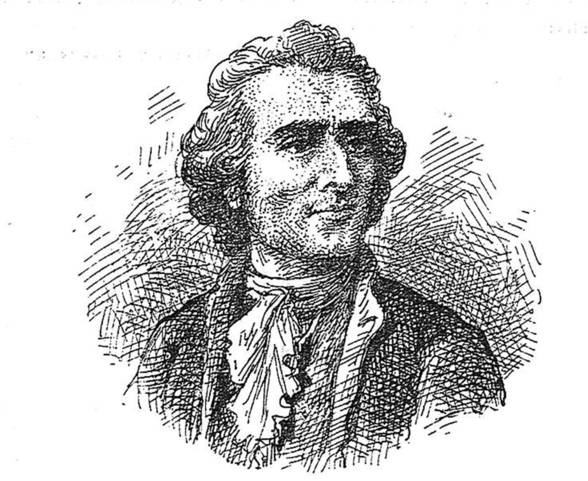
Portrét publikovaný v katalánském magazinu L'Avens v roce 1884

Narodil se v Barceloně jako syn nádeníka. O jeho hudebních počátcích není nic známo. Traduje se, že studoval u barcelonského skladatele Francisca Vallse, ale žádné přímé důkazy nebyly nalezeny. Jisté je, že 23. května 1732 se stal studentem neapolské konzervatoře Conservatorio dei Poveri di Gesù Cristo a že na této škole studoval skladbu u věhlasného nepolského skladatele Francesca Duranteho.
V té době putovala řada hudebních skladatelů ze zahraničí na studium do Itálie, neboť italská opera tehdy v Evropě dominovala. Mimo jiné např. Georg Friedrich Händel, Johann Adolf Hasse a Johann Christian Bach z Německa, Josef Mysliveček z Čech, Thomas Arne z Anglie a Vicente Martín y Soler ze Španělska. Někteří se po studiu vraceli do svých rodných zemí, ale Domenico zůstal v Itálii a zcela přijal italský hudební styl.
Jeho první větší prací bylo oratorium Giuseppe Riconosciuto na text Pietra Metastasia, které bylo provedeno v Neapoli roku 1736. Šlo zřejmě o skladbu, kterou vytvořil ještě v době studia na konzervatoři. První operou byla opera Astarto, provedená v Římě v době karnevalu roku 1739. Patrně spolupracoval s Gaetanem Latillou na opeře Romolo provedené v Neapoli téhož roku, i když v libretu je uveden jako skladatel pouze Latilla.
1. května 1743 byl Terradellas jmenován kapelníkem (maestro di capella) v Římě v kostele San Giacomo e San Ildefonso degli Spanuoli, který byl navštěvován převážně obyvateli španělské národnosti. V této době zkomponoval minimálně čtyři mše, několik motet a řadu drobnějších prací určených k bohoslužebným účelům. Po neshodách s jedním ze svých podřízených toto místo v srpnu roku 1745 opustil.
V roce 1746 odjel do Londýna, kde v King's Theatre Opera House uvedl operu Annibale in Capua. S úspěchem se setkaly i jeho další opery Mitridate a Bellerofonte. V roce 1750 se vrátil do Itálie a představil v Turíně operu Dido. Ve stejném roce uvedl ještě v Benátkách operu Imeneo in Atene . Jeho posledním velkým dílem byla opera Sesostri, re d'Egitto, která byla hrána v Římě v roce 1751. Krátce po jejím uvedení skladatel zemřel.

## Dílo

### Opery
- Astarto (dramma per musica, libreto Apostolo Zeno a Pietro Pariati, 1739, Řím)
- Romolo (dramma per musica, 1739, Řím)
- Cerere (componimento drammatico, 1740, Řím)
- Gl'intrighi delle cantarine (commedia per musica, libreto Antonio Palomba, 1740, Neapol)
- Merope (dramma per musica, libreto Apostolo Zeno, 1743, Řím)
- Artaserse (dramma per musica, libreto Pietro Metastasio, 1744, Benátky)
- Semiramide riconosciuta (dramma per musica, libreto Pietro Metastasio, 1746, Florencie)
- Mitridate (dramma, libreto Francesco Vanneschi, 1746, Her Majesty's Theatre, Londýn)
- Bellerofonte (dramma, libreto Francesco Vanneschi, 1747, Her Majesty's Theatre, Londýn)
- Didone abbandonata (dramma per musica, libreto Pietro Metastasio, 1750, Turín)
- Imeneo in Atene (componimento drammatico, libreto Silvio Stampiglia, 1750, Teatro S. Samuele, Benátky)
- Sesostri, re d'Egitto (dramma per musica, libreto Pietro Pariati, 1751, Teatro delle Dame, Řím)

### Další světské vokální skladby
- Cara, non tanto sdegno (duet)
- Dal oriente non nasce il sole (kantáta)
- Duetto per 2 soprani e archi
- Tradita spezzata (kantáta)
- četné koncertní árie

### Chrámová hudba
- Giuseppe riconosciutoo (oratorium, libreto Pietro Metastasio, 1736, Neapol)
- Ermenegildo martire (oratorium, 1739, Neapol)
- Missa solemnis
- Missa di gloria per 4 voci e strumenti
- Messa per soprano, contralto, tenore, basso e strumenti
- Messa per 5 voci e strumenti
- Kyrie e Gloria per 8 voci e strumenti
- Messa Lucina per 2 soprani, contralto, tenore, basso, coro, orchestra e organo
- Credo per soprano, contralto, tenore, basso e strumenti
- Confitebor di Napoli
- Dixit Dominus per soprano, contralto, tenore, basso e strumenti
- Dixit Dominus per soprano, contralto, tenore, basso, coro, orchestra e organo
- Litania per 2 soprani, contralto, tenore, basso, orchestra e organo
- Te Deum per soprano, contralto, tenore, basso e strumenti
- Laudate per 2 soprani, contralto, tenore, basso e strumenti
- Confitebor per 2 soprani, contralto, tenore, basso e strumenti (1743)
- Credidi per 2 soprani, 2 contralti, tenore, basso e strumenti (1744)
- Dixit Dominus per 2 soprani, 2 contralti, tenore, basso e strumenti
- Laetatus sum per 2 soprani, 2 contralti, tenore, basso e strumenti (1743)
- Debellato duce ingrato per soprano, contralto, tenore, basso e strumenti (1743)
- Domine me festina per soprano, contralto, tenore, basso e strumenti (1744)
- O diem fortunatum per soprano, contralto, tenore, basso e strumenti (1743)
- Praestantissime stellae per 2 soprani, contralto, tenore, basso e strumenti (1744)
- Gloria patri per soprano, contralto, tenore, basso e strumenti
- Laetentur omnes (mottetto per 3 voci, strumenti e organo)
- Luminosa consurgit per soprano, contralto, tenore, basso e strumenti
- Miserere per soprano, contralto, tenore, basso, strumenti e organo
- Nocturna procella
- Plaudiete pupuli (cantata per soprano, strumenti e basso continuo)
- Regina coeli per soprano, strumenti e organo
- Salve regina per soprano e strumenti

### Instrumentální hudba
- Marciata per violino
- Ouverture in re maggiore
- Sinfonia per oboe e archi